# Alexander Mitchell (Politiker)

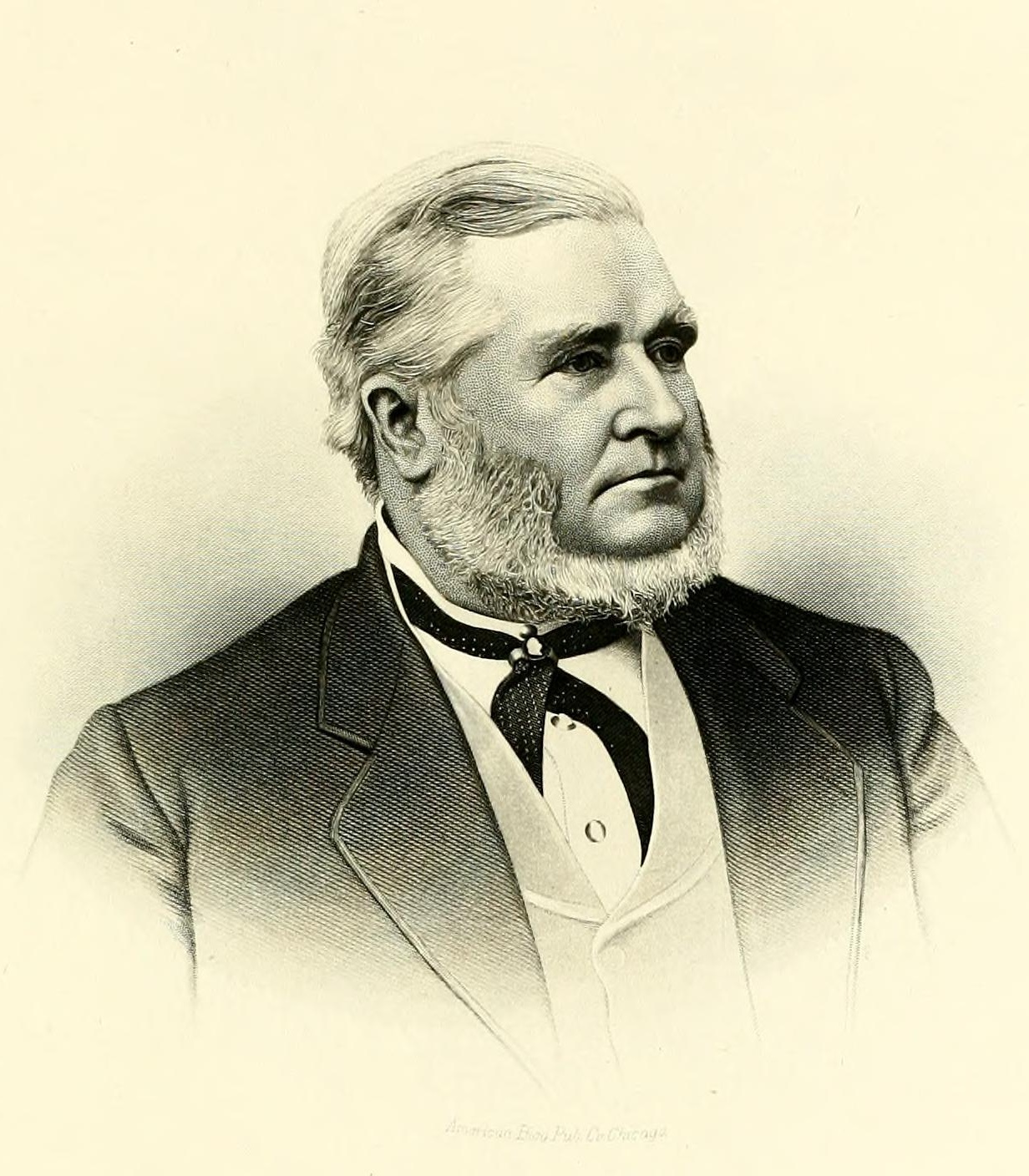
Alexander Mitchell

Alexander Mitchell (* 18. Oktober 1817 in Ellon, Aberdeenshire, Schottland; † 19. April 1887 in New York City) war ein US-amerikanischer Politiker. Zwischen 1871 und 1875 vertrat er den Bundesstaat Wisconsin im US-Repräsentantenhaus.

## Werdegang
Alexander Mitchell wuchs in seiner schottischen Heimat auf und besuchte dort die öffentlichen Schulen. Außerdem besuchte er eine Handelsschule und studierte Jura. Später wurde er Bankangestellter. Im Jahr 1839 wanderte er in die Vereinigten Staaten aus, wo er sich in Milwaukee niederließ. In seiner neuen Heimat wurde er im Bank- und im Eisenbahngewerbe tätig. Bald wurde er einer der reichsten Bürger von Wisconsin. Zwischen 1864 und 1887, also auch während seiner Zeit als Kongressabgeordneter, war er Präsident der Eisenbahngesellschaft Chicago, Milwaukee & St. Paul Railroad.
Politisch war Mitchell Mitglied der Demokratischen Partei. Im Jahr 1868 kandidierte er noch erfolglos für den Kongress. Bei den Kongresswahlen des Jahres 1870 wurde er dann im ersten Wahlbezirk von Wisconsin in das US-Repräsentantenhaus in Washington, D.C. gewählt, wo er am 4. März 1871 die Nachfolge des Republikaners Halbert E. Paine antrat. Nach einer Wiederwahl im Jahr 1872 im vierten Distrikt konnte er bis zum 3. März 1875 zwei Legislaturperioden im Kongress absolvieren. Im vierten Bezirk wurde er Nachfolger von Charles A. Eldredge.
Im Jahr 1874 verzichtete Mitchell auf eine weitere Kandidatur. 1877 lehnte er die ihm angetragene Kandidatur für das Amt des Gouverneurs von Wisconsin ab. In den folgenden Jahren setzte Mitchell seine erfolgreiche geschäftliche Laufbahn fort. Er starb am 19. April 1887 während eines Besuchs in New York. Alexander Mitchell war der Vater von John L. Mitchell (1842–1904), der zwischen 1891 und 1898 den Staat Wisconsin in beiden Kammern des Kongresses vertrat.